# 石原登

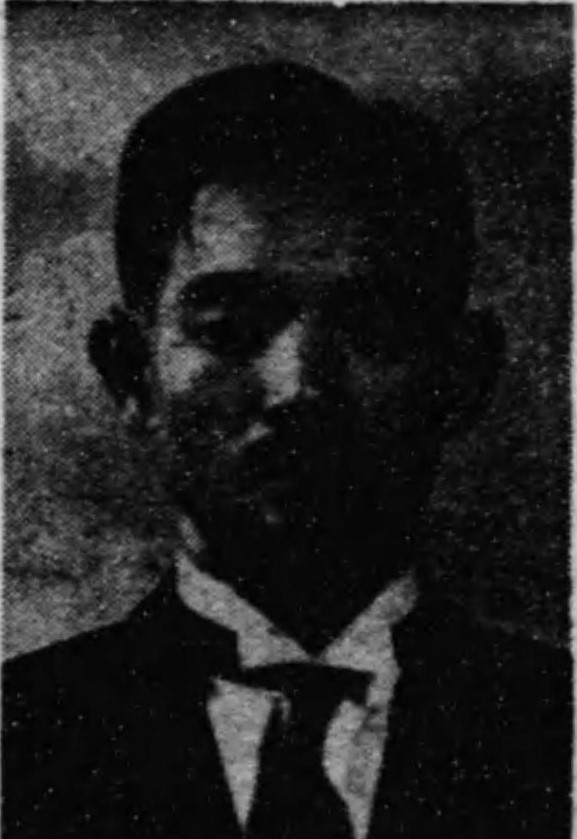
石原登

石原 登（いしはら のぼる、1913年（大正2年）10月6日 - 2011年（平成23年）7月9日）は、日本の政治家。衆議院議員（3期）。

## 経歴
鹿児島県薩摩郡里村（現薩摩川内市）で、石原善之助の五男として生まれた。1930年熊本逓信講習所卒。1937年（昭和12年）中央大学経済科を卒業。日本特殊鋼管（のち八幡鋼管）創立委員となり、同総務課長、同企画課長を歴任した。
戦後の1946年の第22回衆議院議員総選挙において鹿児島県から諸派（民権同志会）から立候補して初当選する。当選後は協同民主倶楽部に入る（その後は協同民主党から無所属倶楽部）。翌年の第23回衆議院議員総選挙では鹿児島2区から立候補して再選。再選後は第一議員倶楽部を経て、日本自由党に入った。1949年の第24回衆議院議員総選挙において民主自由党から立候補して再選した。1952年の第25回衆議院議員総選挙で落選してから日本民主党や自由民主党などから立候補したが落選続きで、1967年の第31回衆議院議員総選挙で落選以後、立候補しなかった。
2011年7月9日、咽頭がんのため、死去した。97歳没。死没日をもって正五位に叙され、旭日中綬章を追贈された。

## 国政選挙歴
- 第22回衆議院議員総選挙（鹿児島県全県区、1946年4月、民権同志会）当選[5]
- 第23回衆議院議員総選挙（鹿児島県第2区、1947年4月、民権同志会）当選[9]
- 第24回衆議院議員総選挙（鹿児島県第2区、1949年1月、民主自由党）当選[11]
- 第25回衆議院議員総選挙（鹿児島県第2区、1952年10月、自由党）落選[12]
- 第26回衆議院議員総選挙（鹿児島県第2区、1953年4月、分党派自由党）落選[12]
- 第27回衆議院議員総選挙（鹿児島県第2区、1955年2月、日本民主党）落選[16]
- 第28回衆議院議員総選挙（鹿児島県第2区、1958年5月、自由民主党）落選[16]
- 第29回衆議院議員総選挙（鹿児島県第2区、1960年11月、無所属）落選[16]
- 第30回衆議院議員総選挙（鹿児島県第2区、1963年11月、無所属）落選[13]
- 第31回衆議院議員総選挙（鹿児島県第2区、1967年1月、無所属）落選[13]